# Kaplica św. Barbary w Wierzbnie
Kaplica św. Barbary w Wierzbnie  – kaplica mszalna, znajdująca się w Wierzbnie, w gminie Koniusza, w powiecie proszowickim, w województwie małopolskim.
Obiekt wpisany do rejestru zabytków nieruchomych województwa małopolskiego.

## Historia
Kaplica z 1894 lub 1892  roku postawiona w miejscu starszej. Obiekt był przebudowywany kilkukrotnie w XX wieku.

## Architektura
Budynek drewniany, modrzewiowy, konstrukcji zrębowej, prezbiterium zamknięte trójbocznie.

## Wyposażenie wnętrza
- Pentaptyk z 1590 roku[2];
- gotycka rzeźba św. Barbary[3] .

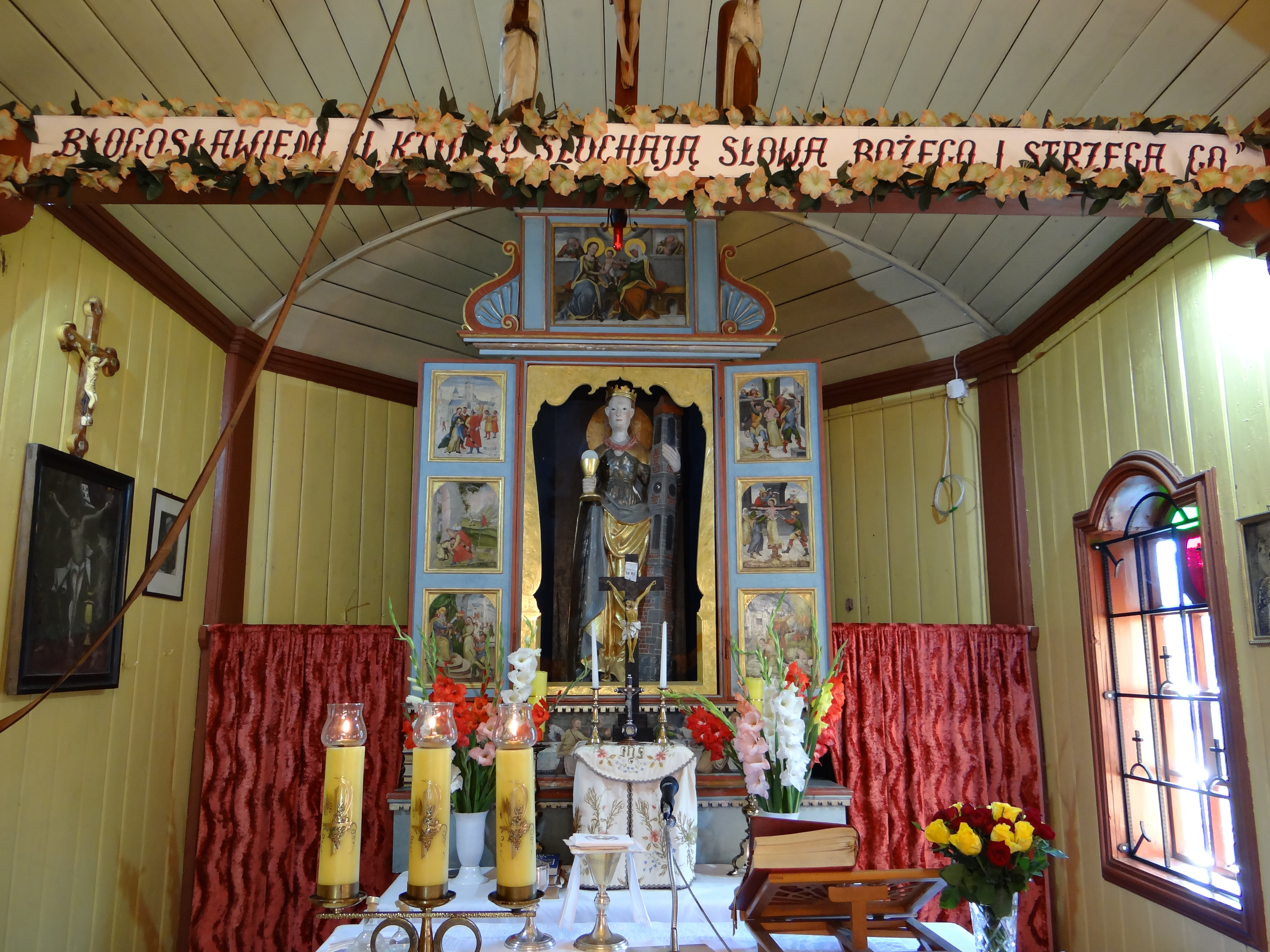
Kaplica św. Barbary – wnętrze